# Анна София фон Шварцбург-Рудолщат
Анна София фон Шварцбург-Рудолщат (на немски: Anna Sophie von Schwarzburg-Rudolstadt; * 9 септември 1700, Рудолщат или Ратсфелд; † 11 декември 1780, Рьомхилд) от Дом Шварцбург, е принцеса от Шварцбург-Рудолщат и чрез женитба херцогиня на Саксония-Кобург-Заалфелд (от 4 септември 1745 до 16 септември 1764).
Анна София е прапрабаба на британската кралица Виктория и нейния съпруг принц Алберт, на крал Леополд II от Белгия и на императрицата на Мексико Шарлота Белгийска.

## Живот
Дъщеря е на княз Лудвиг Фридрих I фон Шварцбург-Рудолщат (1667 – 1718) и Анна София фон Саксония-Гота-Алтенбург (1670 – 1728).
Анна София се омъжва на 2 януари 1723 г. в Рудолщат за херцог Франц Йосиас фон Саксония-Кобург-Заалфелд (1697 – 1764) от рода на Ернестинските Ветини. След смъртта на нейния съпруг на 16 септември 1764 г. тя избира да живее в дворец Рьомхилд, където умира на 11 декември 1780 г. на 80 години и е погребана в Кобург.

## Деца
Анна София и Франц Йосиас имат децата:
- Ернст Фридрих (1724 – 1800), херцог на Саксония-Кобург-Заалфелд

∞ 1749 принцеса София Антония фон Брауншвайг-Волфенбютел (1724 – 1802)
- Йохан Вилхелм (1726 – 1745), саксонски полковник-лейтенант, убит в битката при Хоенфридберг при Стшегом
- Кристиан Франц (1730– 1797), генерал-майор на имперската армия
- Шарлота София (1731 – 1810)

∞ 1755 наследствен принц Лудвиг фон Мекленбург (1725 – 1778)
- Фридерика Каролина (1735 – 1791)

∞ 1754 маркграф Карл Александър фон Бранденбург-Ансбах-Байройт (1736 – 1806)
- Фридрих Йосиас (1737 – 1815), императорски фелдмаршал

∞ 1789 (морганатичен брак) Тереза Щрофек